# Air Liberté
Pour les articles homonymes, voir Air (homonymie).
Air Liberté (code IATA : VD puis IJ, code OACI : LIB, callsign Air Liberté) est une compagnie aérienne française créée en 1987 et mise en sommeil après la cession intervenue le 27 juillet 2001 au profit de AOM French Airlines.

## Histoire

### 1987 – 1996

#### 1987 – 1991: Création et changement de modèle
Air Liberté est fondée en juillet 1987 par Lotfi Belhassine avec, comme principal actionnaire, le voyagiste Club Aquarius, le réseau était composé d'une quarantaine de dessertes, exploitées pour la plupart depuis sa base à l'aéroport de Paris-Orly. La compagnie exploitait notamment la seule ligne long-courrier au départ de province entre Toulouse-Blagnac et La Réunion au moyen d'un McDonnell Douglas DC-10-30 de 329 sièges, une ligne devenue déficitaire et fermée en 2001 à la suite de la fusion avec AOM.
En 1991, Air Liberté commence à opérer des vols réguliers, l'arrêté du 1er mars 1991 l'autorise en effet à ouvrir une ligne régulière vers la Réunion et deux lignes (au départ de l'aéroport de Paris-Charles-de-Gaulle) vers Rome et Montréal,. L'autorisation d'opérer des vols réguliers est étendue vers l'ensemble des Antilles françaises par l'arrêté du 19 décembre 1991.

#### 1994 – 1996: Entrée sur le marché intérieur français et développement du long-courrier
Air Liberté lance le 12 septembre 1994 une ligne entre Paris-Orly et Londres-Gatwick avec quatre liaisons hebdomadaires alors que sa demande de créneaux vers l'aéroport de Londres-Heathrow est refusée.
Air Liberté publie un bénéfice de 19,3 millions de francs pour l'exercice clos le 31 octobre 1995 sur un chiffre d'affaires total de 1,72 milliard de francs.
En 1995, Air Liberté brise le monopole d'Air Inter en se lançant dans une guerre des prix sur les lignes phares du réseau intérieur. La première ligne, Paris-Toulouse, ouvre en janvier 1995. Quelques mois plus tard Air Liberté acquiert les activités régulières d'Euralair et notamment ses précieux créneaux horaires à l'aéroport d'Orly. Lotfi Belhassine affiche alors des ambitions importantes, projetant d'ouvrir vingt-trois lignes intérieures dès 1996 (cinq seulement ouvriront finalement).
L'activité long-courrier s'étend aussi en 1996, la compagnie reçoit le 23 février 1996 l'autorisation d'opérer deux lignes jusqu'au 28 février 1999 : Paris-Toronto et Bordeaux-New York. Le premier ministre et maire de Bordeaux de l'époque Alain Juppé aurait apporté son soutien à cette demande estimant notamment que le marché entre New York et Bordeaux était prometteur grâce aux professions viticoles de la région du Bordelais,.

#### 1996 – 1997: Difficultés financières
Tout au long de son existence, et à l'instar d'AOM, Air Liberté souffrira d'un manque de moyens avec notamment un premier dépôt de bilan en septembre 1996. C'est dans ce contexte que British Airways montre son intérêt pour le rachat de la compagnie en novembre 1996. Ce même mois, Air Liberté et TAT signent un accord commercial sur la ligne Paris-Toulouse qui, outre une harmonisation des grilles tarifaires entre les deux compagnies, permet aux passagers de voyager indifféremment sur l'un des 18 vols quotidiens offerts par l'une ou l'autre compagnie.
Un plan de continuation de l'activité est sélectionné par le tribunal de commerce de Créteil et entre en action en décembre 1996 avec les premiers licenciements et la réduction de la flotte. La compagnie réduit aussi fortement son programme de vol. Certaines lignes sont suspendues, comme la ligne Paris-Montpellier qui est ensuite rouverte le 3 mars 1997.

### 1997 – 2001

#### Rachat par British Airways en 1997 puis Swissair en 2000
En 1997, British Airways rachète la compagnie à hauteur de 67 % avec son partenaire, la banque d'investissement Rivaud qui prend 28 %, et devient le deuxième transporteur en France avec 20 % du trafic. Marc Rochet, fraîchement débarqué d'AOM prend la présidence. Le 1er avril 1997 le ciel français est ouvert à la concurrence.
Le 4 mai 2000, la compagnie britannique vend Air Liberté au SAirGroup, maison mère de Swissair, mais la compagnie poursuivra malgré tout son irrémédiable déclin.

#### Fusion avec AOM en 2001, second dépôt de bilan en juin 2001
Le 25 mars 2001, sous l'impulsion du SAirGroup, Air Liberté fusionne avec AOM et Air Littoral en vue de créer le deuxième pôle aérien français, souhait de l'État français. La nouvelle compagnie prend le nom d'AOM-Air Liberté, mais le regroupement des deux compagnies s'avère difficile car elles gardent leur propre certificat de transport aérien. Les vols sont alors traités selon les destinations soit par le personnel AOM, soit par le personnel Air Liberté. Un scénario très compliqué qui n'arrange en rien la cohabitation entre les salariés des deux anciennes compagnies concurrentes. Pire encore, elle ne survit que grâce aux financements mensuels de la compagnie Swissair et, le 2 avril 2001, Marc Rochet ne souhaite plus investir dans AOM-Air Liberté. Un plan de restructuration est annoncé prévoyant la suppression de 1 000 à 1 500 personnes et les grèves s'accumulent. Puis le 25 mai 2001, un nouveau plan est annoncé pour tenter de sauver le Groupe Air Liberté et qui prévoit la suppression de 1 328 nouveaux postes et la fermeture de certaines lignes non rentables. Mais une nouvelle grève est organisée le 13 juin, notamment à Orly. Deux jours plus tard, face à cette situation catastrophique, la direction des deux compagnies dépose le bilan puis le 19, le tribunal de commerce de Créteil ordonne une procédure de redressement judiciaire. Il autorise le groupe à poursuivre ses activités pendant trois mois, le temps de trouver un repreneur sérieux.
le 27 juillet 2001 est actée la cession de l'activité.

#### Reprise par le groupe Holco
Après examen des différentes dossiers de reprise, le 27 juillet 2001, le groupe HOLCO dirigé par Jean-Charles Corbet est retenu. Le pilote d'Air France qui s'était fait remarquer pour avoir été le leader de la grève des pilotes de ligne de la compagnie nationale durant la Coupe du Monde de football en 1998, rachète la compagnie pour un euro symbolique. Dans cette opération, Swissair prend l'engagement de verser 1,3 milliard de francs à partir du mois d'août pour financer une restructuration qui se traduira par la suppression de 2 700 emplois sur les 4 600 et la fermeture de lignes déficitaires. Le 20 septembre 2001, le groupe AOM-Air Liberté devient « Air Lib ». Mais dès le mois d'octobre, Swissair, elle-même en faillite, se trouve dans l’impossibilité d’effectuer la totalité des versements prévus. Le gouvernement français accorde alors un prêt de 30,5 millions d'euros à l'entreprise.
Malheureusement, même avec l'aide du gouvernement qui ferme les yeux sur les dettes qui s'élèvent à 120 millions d'euros, en août 2002, l'ombre du dépôt de bilan plane de nouveau sur la compagnie. L'État lui enjoint alors de mettre en œuvre un nouveau plan de restructuration avant la fin de l'année. Plusieurs projets seront alors proposés ou recherchés (nouvelles réductions d'effectifs, investisseurs, moratoire sur les dettes publiques…) mais aucun n'aboutira et la compagnie déposera le bilan et sera liquidée le 17 février 2003.
Jean-Charles Corbet a été condamné le 25 septembre 2007 par le tribunal correctionnel de Paris à un an et demi de prison ferme et trois millions d'euros de dommages et intérêts. Il a été reconnu coupable de n'avoir consacré qu'une partie des 150 millions d'euros versés par Swissair au redressement d'Air Lib tandis que d'importants virements avaient été effectués vers diverses sociétés, dont sa propre holding HOLCO. Au même moment qu'Air Lib disparaissait, Jacques Chirac annonçait, afin de masquer la responsabilité du gouvernement dans cette débâcle, qu'il n'y aurait pas de chômeurs à l'issue de la fermeture d'Air Lib. Engagement fort pittoresque vis-à-vis d'une entreprise privée. Air France ouvrait alors ses recrutements aux anciens d'Air Lib et en sélectionnait un peu plus de la moitié. Ce fut tout bénéfice pour l'entreprise nationale qui embauchait ainsi du personnel qualifié à moindre coût, au plus bas des grilles salariales déclassant tous les collaborateurs issus de la maîtrise, ayant réussi à faire disparaitre ce concurrent gênant sans voir arriver derrière un autre plus redoutable : EasyJet.[non neutre]
Depuis lors, il n'existe plus de compagnie aérienne française de niveau international capable de rivaliser avec le groupe Air France-KLM rétablissant le monopole dans le transport aérien français.[réf. nécessaire]

## Identité visuelle (logo)

Logo d'Air Liberté de 1987 à 1998.
Logo de l'alliance Air Liberté/Minerve 1991.
Logo d'Air Liberté de 1998 à 2000 sous British Airways.
Logo de l'alliance Air Liberté avec AOM French Airlines en 2001.

## Destinations desservies
Air Liberté étoffe son réseau de destinations au fur et à mesure de la libéralisation de l'espace aérien français au cours des années 1990. Air Inter est ainsi progressivement mis en concurrence sur les lignes intérieures au départ de Paris-Orly à partir de 1995. La libéralisation des liaisons long-courriers régulières commence elle dès 1991.
Air Liberté a desservi depuis Paris les destinations suivantes,,,,:
Air Liberté a également opéré des lignes internationales au départ de la province notamment vers Tunis (au départ de Lyon, Marseille et Nice), New York (depuis Bordeaux), Abidjan (depuis Bordeaux également) et Dakar (depuis Toulouse).

## Flotte
Flotte
- 5x McDonnell Douglas DC-10-30
- 12x McDonnell Douglas MD-83
- 10x Fokker 100
- 2x Fokker 28
- 3x ATR72-200
- 7x ATR42-300
- 1x British Aircraft Corporation 1-11[22]
- 2x Boeing 737-300
- 6x Boeing 737-600
- 5x Embraer 120[23]
- 3x Airbus A310[24]
- 2x Airbus A300[25]
- 1x Boeing 747[26]

### Galerie photographique

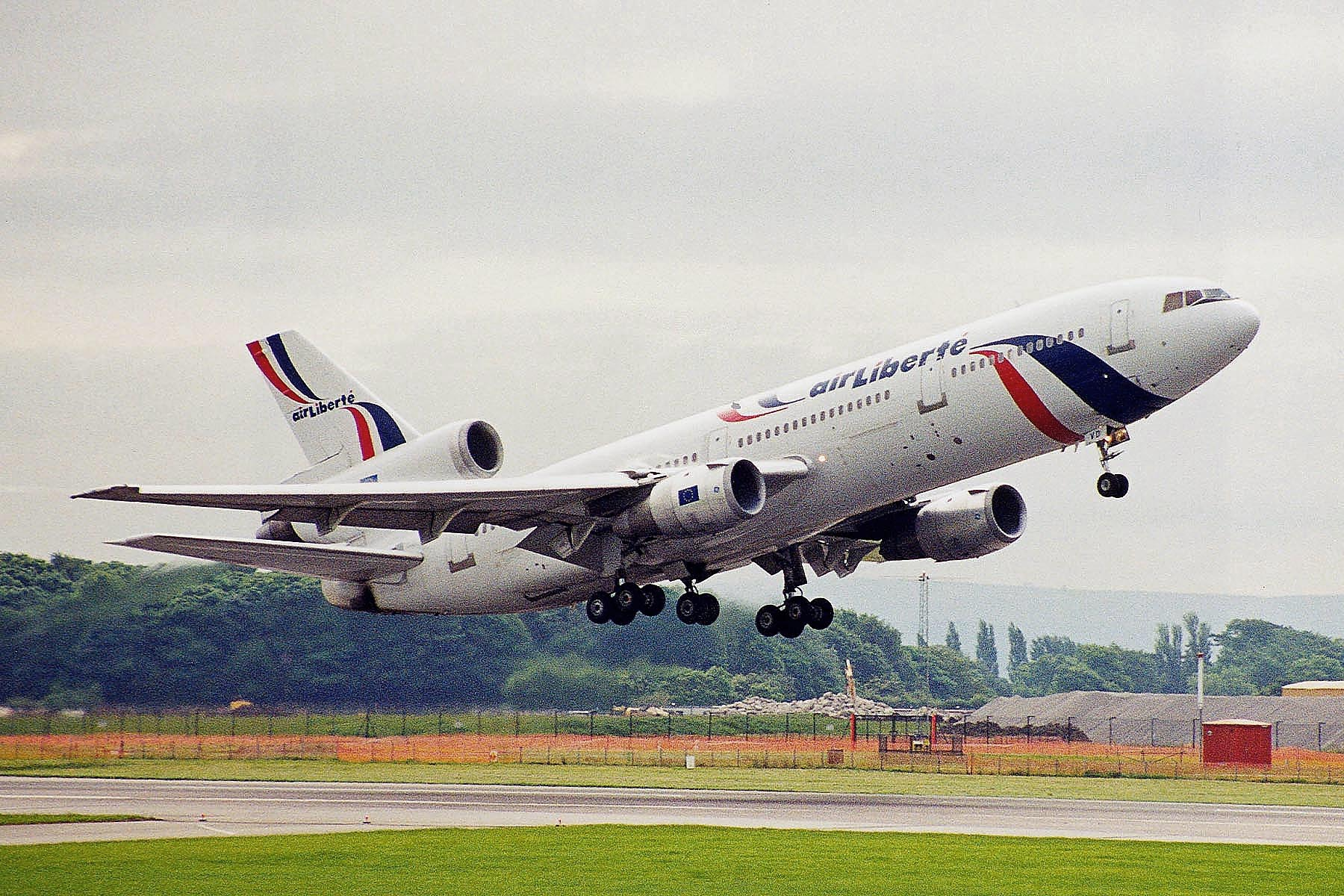
DC10-30
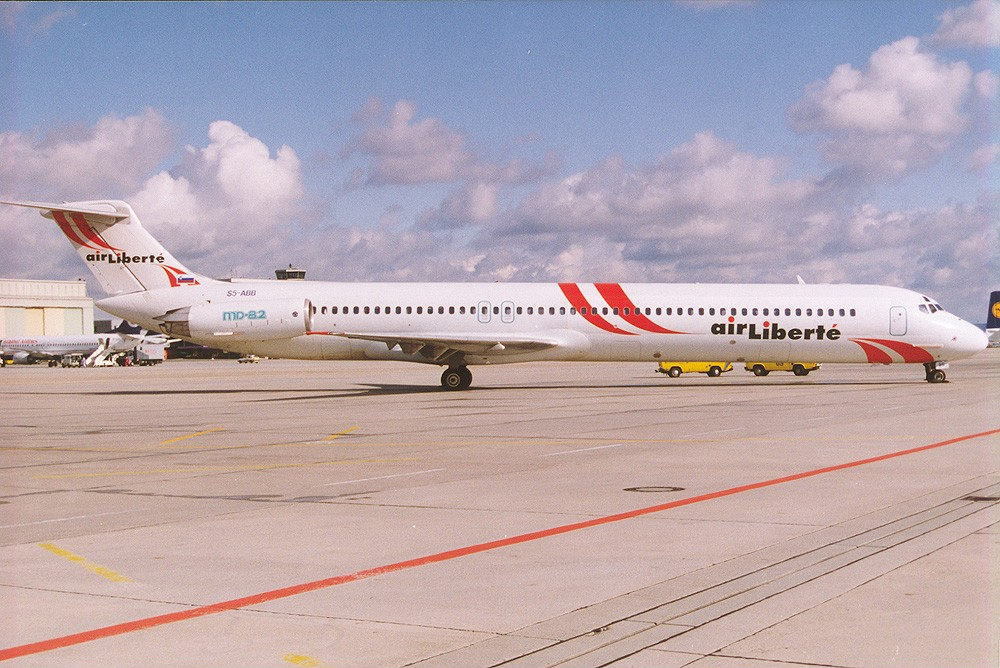
MD-82
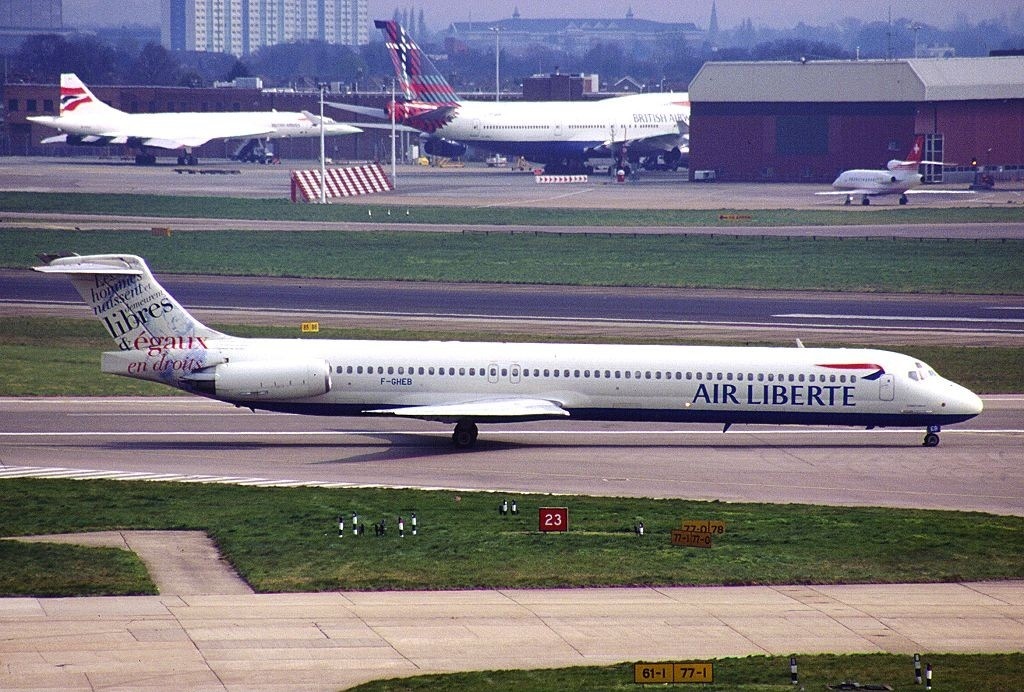
MD-83
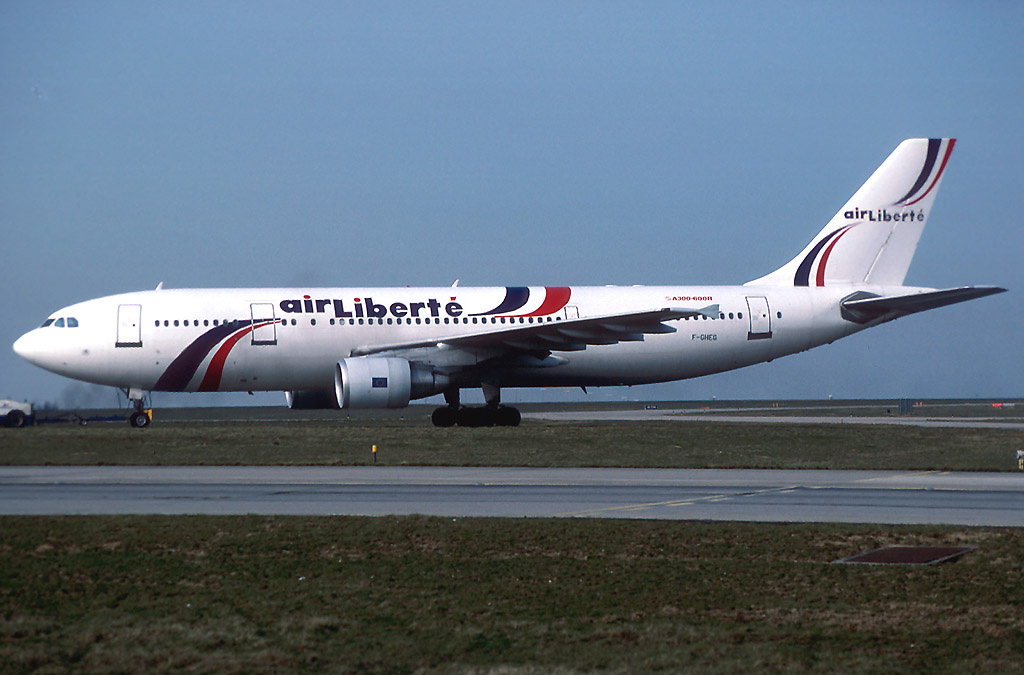
A300B4
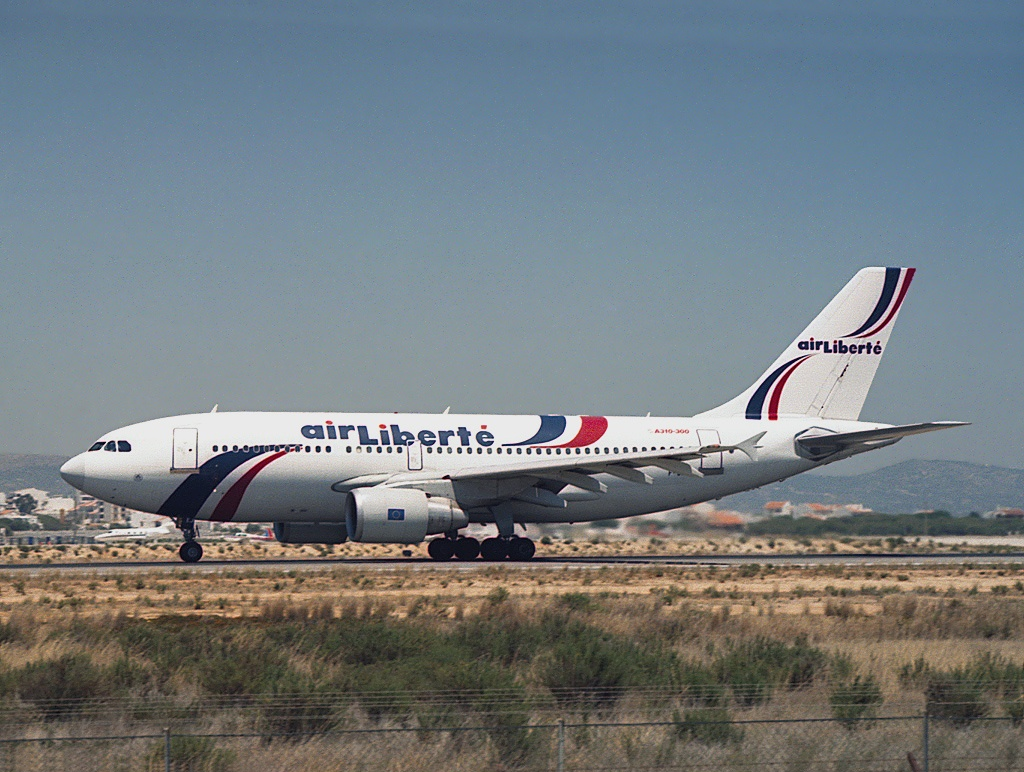
A310-324
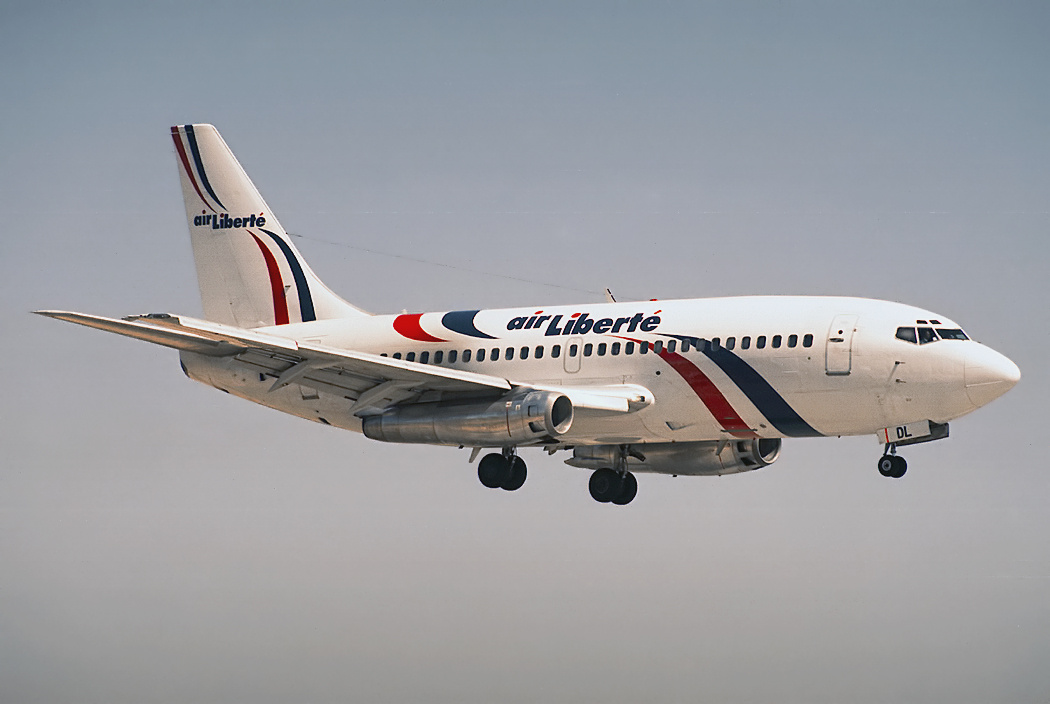
Boeing 737
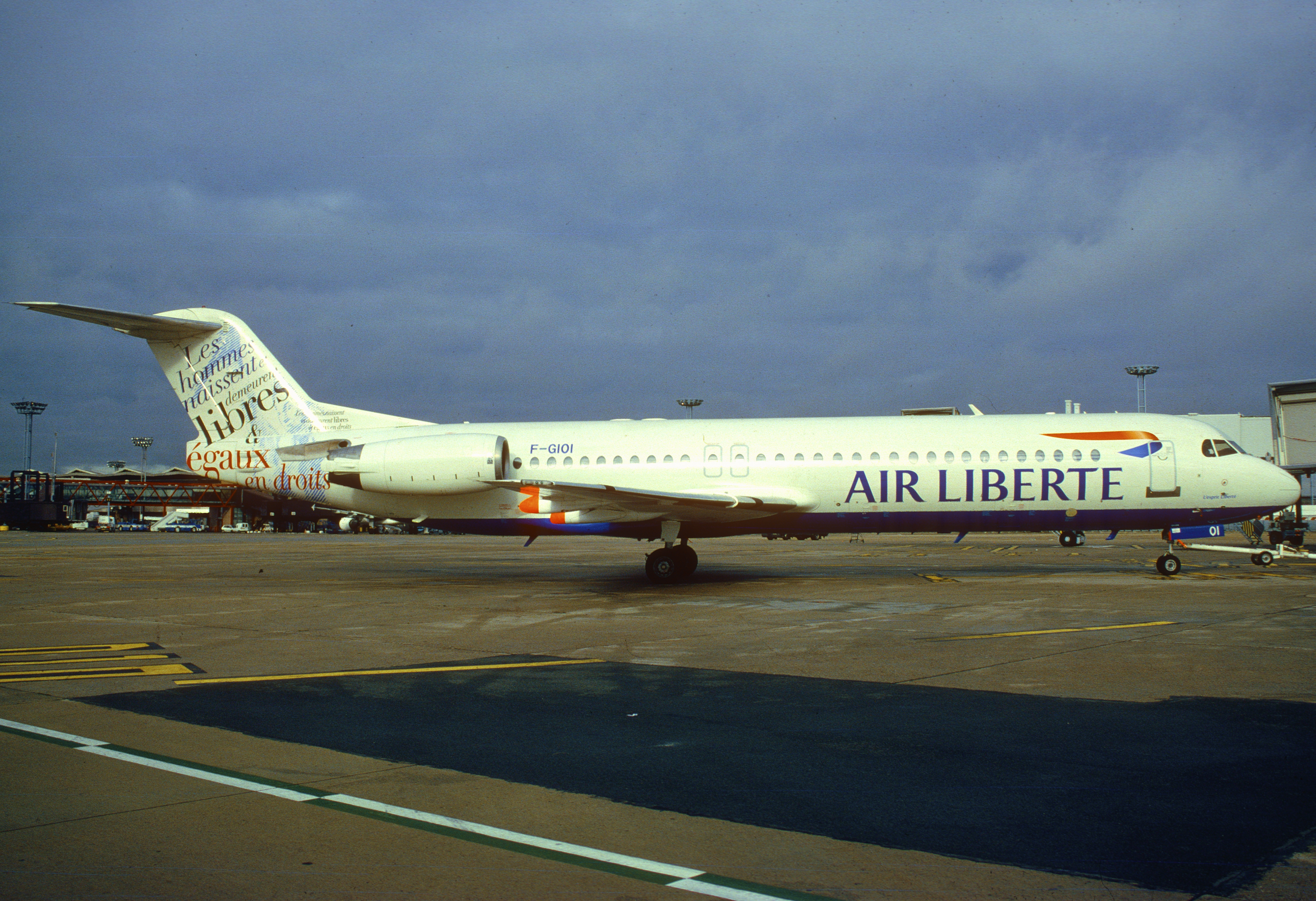
F100
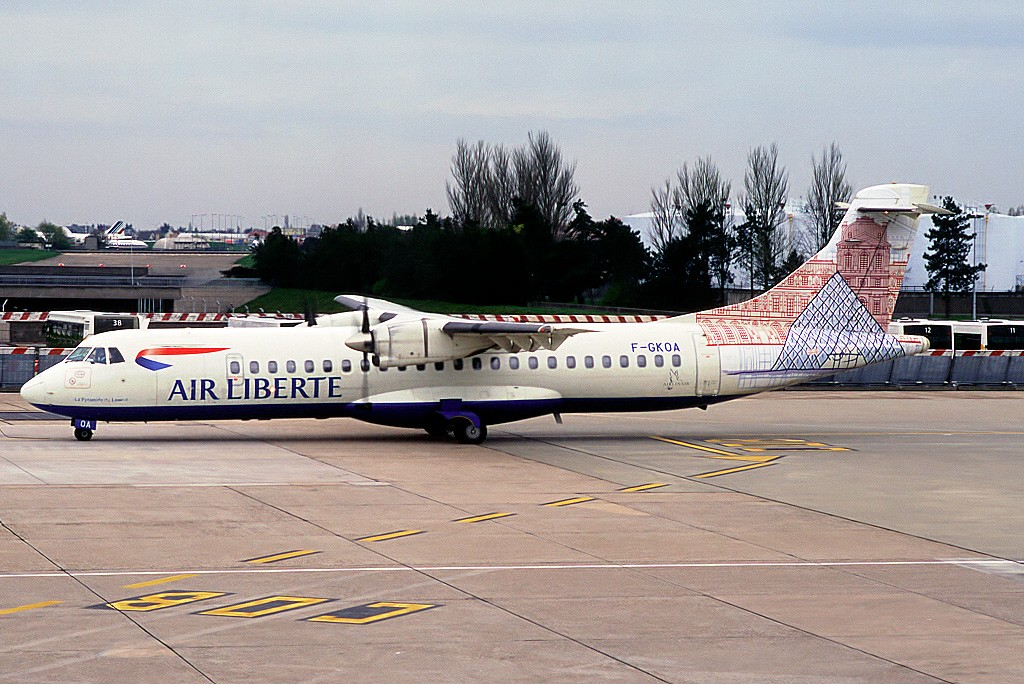
ATR 72
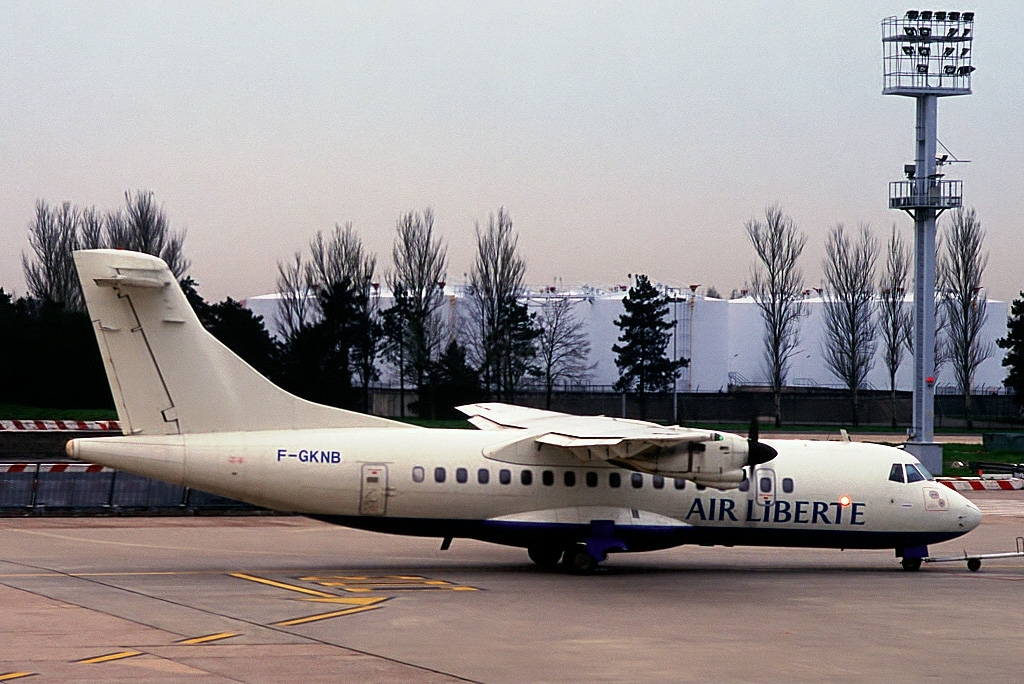
ATR 42
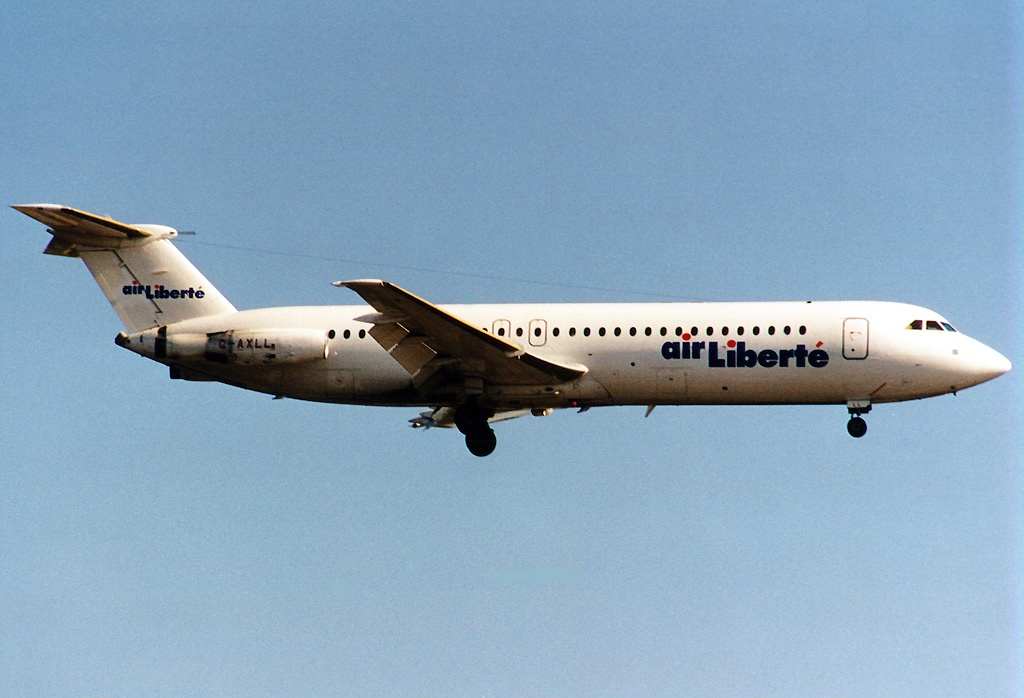
BAC 1-11
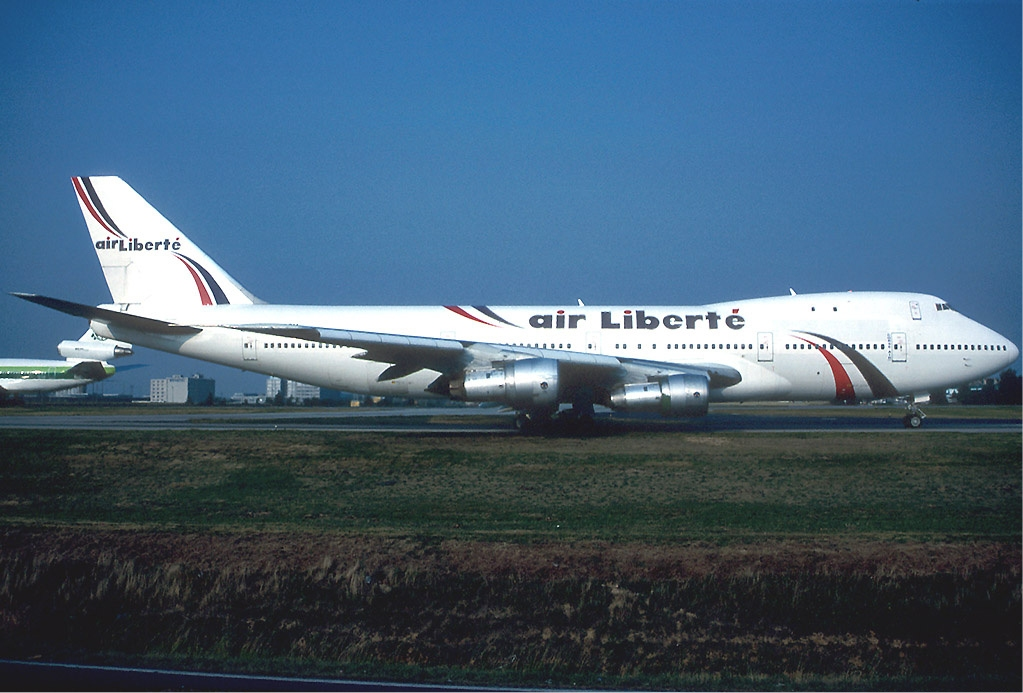
Boeing 747
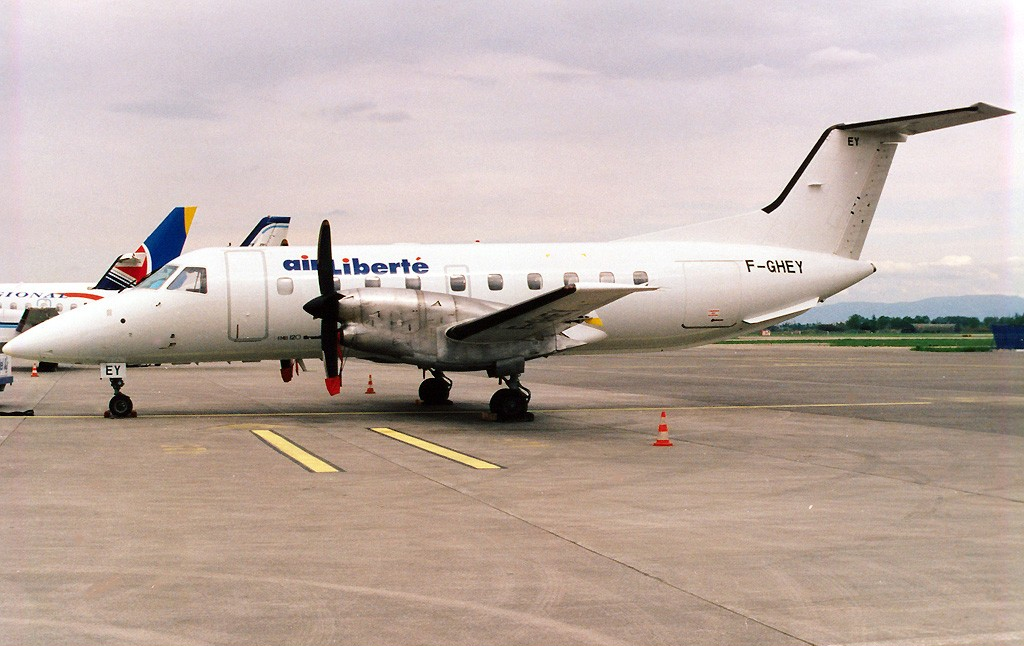
Embraer 120 Brasilia